# هنري هوفت
هنري هوفت (مواليد 21 مايو 1969) هو كيك بوكسر هولندي سابق ومدرب. إنه المدرب الرئيسي في كيل كليف إف سي وبلاكزيلينز سابقًا.

## وصلات خارجية
- هنري هوفت على موقع IMDb (الإنجليزية)